# Xosco de Tinéu

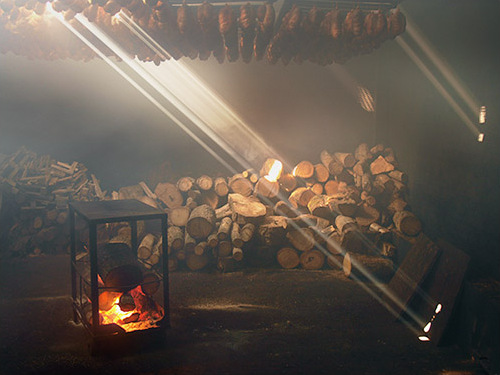
Fumat de Chosco de Tinéu

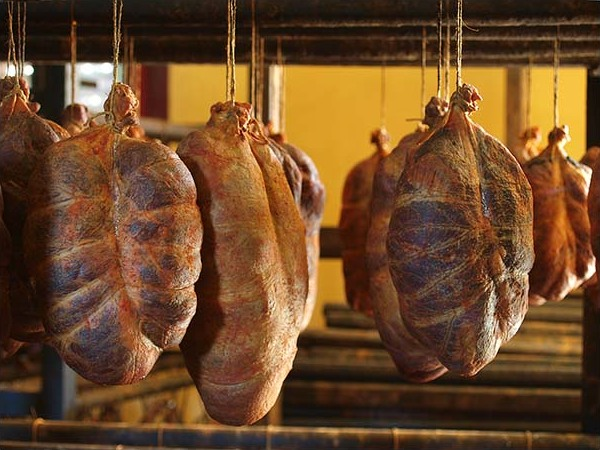
Curat o adobat del Chosco

El Xosco de Tinéu (o Choscu de Tinéu, nom original en asturià) és un embutit cru, adobat i fumat, preparat amb tripa, greix i carn de porc, típic de la gastronomia d'Astúries i que rep el nom de la vila de Tinéu, Astúries. Aquest aliment s'acostuma a elaborar en temps de la matança del porc.
La proporció dels ingredients utilitzats és la següent: 80%, com a mínim de llom de porc, un 15% mínim de llengua, sal, pebre vermell i all. La tripa que constitueix la cobertura del choscu es l'intestí cec del porc, que dona lloc a la seva característica forma arrodonida i irregular. Una vegada que s'embutit l'intestí, s'adoba mitjançant la tècnica del fumatge, que en garanteix la seva conservació.
Un altre tret diferencial del seu aspecte és el seu color roig, més o menys intens en funció de la carn utilitzada i de la quantitat de pebre vermell. El seu sabor és agredolç amb un suau toc fumat. Es consumeix en talls, cru, encara que també es pot prendre cuit. Per aconseguir el seu aroma característic es fonamental tenir en compte que el seu el procés de fumatge abasta, com a mínim, una setmana.
El Choscu de Tinéu és el novè producte alimentari d'Astúries i compta amb una distinció de qualitat, atès que és un dels embotits més apreciats i típics d'aquest país. El xosco és ingredient indispensable en alguns plats tradicionals asturians, com ara el Choscu con patatinas.
Hi ha una altra varietat que és farcida amb el mateix contingut però que se sol coure (escaldar) per servir-se, posteriorment, com un companatge. Pot presentar-se tallat en rodanxes o com a ingredient en alguns plats tradicionals, com ara el Choscu con cachelos.

## Municipis productors
A part de la vila de Tinéu, formen part de la Indicació Geogràfica Protegida els concejos de:
- Allande
- Belmonte de Miranda
- Cangas del Narcea
- Salas.
- Somiedo
- Valdés
- Villayón

## Ingredients
Els percentatges són: llom (un mínim de 60 % i un màxim de 80 %), llengua (un mínim de 15 % i un màxim de 30 %). A aquests ingredients s'hi afegeix la sal, el pebre vermell i l'all.
- Cap de llom: També anomenat llom alt. És constituït pels múscul espinós del tòrax i el clatell, semiespinos i dorsal llarg (ileoespinal).
- Intestí cec: Víscera que forma part de l'intestí gros, situada entre l'ili i el còlon, que es projecta obliquament pel flanc esquerre de l'abdomen, apuntant cap a la regió umbilical. Va proveït de tres bandes. sent la lateral i la medial lliures, I rebent la ventral la inserció del plec ileocecal.
- Pebre roig: Producte obtingut de la molta dels fruits madurs, sans, nets i secs del pebrot i exempts de matèries estranyes.
- sal comuna: És el producte constituït per clorur sòdic en condicions que el fan apte per a usos alimentaris i es coneix amb el nom de "sal comestible" o simplement "sal".
- All: Bulb de la planta de les amaril·lidàcies, d'olor i sabor forts.

## Elaboració
L'elaboració consisteix en la transformació d'un producte carni de llengua i llom de porc, embotit a l'intestí cec de porc.
Descripció del procés d'elaboració:
- Selecció: Se seleccionen les peces de la capçalera del llom, s'eliminen les aponeurosis i els tendons, es piquen en trossos gruixuts, també s'afegeixen llengües de porc que s'obren per a l'adobat.
- Adobat o mescla i embotit: Les peces càrnies es barregen amb la resta dels ingredients de forma manual en un recipient d'ús alimentari, mantenint una temperatura ambient inferior als 12 °C a l'obrador. A continuació, es manté adobant, a la cambra frigorífica, entre 3 °C i 5 °C de 48 a 72 hores. Es completa la mescla amb un pastat en saladora (bombo de salat) cinc minuts. L'embotit es realitza manualment, en budell de cec de porc.
- Fumatge i assecat: Per al fumatge natural s'utilitza llenya de roure, bedoll, faig o castanyer, excloent-hi coníferes i eucaliptus. La durada és d'un mínim de set dies. L'assecat pot durar fins a cinc dies a temperatura ambient.
- Cocció: És opcional. Si es realitza, ha de ser de forma lenta, evitant el trencament del budell. Una vegada iniciada la cocció es manté entre 40 i 50 minuts i, per tant, el que el temps total hauria de ser entre 1-2 hores a 80-100 °C.